# بيبي سانشيز
بيبي سانشيز هو ملحن وعازف قيثارة ومغني وكاتب أغاني كوبي، ولد في 19 مارس 1856 في سانتياغو دي كوبا في كوبا، وتوفي بنفس المكان في 3 يناير 1918.